# Província d'Alba
La província d'Alba (IPA: ['al.ba]; hongarès: Fehér) és un judeţ, una divisió administrativa de Romania, a Transsilvània, amb capital a Alba Iulia (72,405 habitants). Limita a l'est amb les províncies de Sibiu i la Mureş, a l'oest amb les de Bihor i Arad, al nord amb la de Cluj i al sud-oest amb la de Hunedoara.

## Demografia
El 2002, tenia 382.747 habitants i una densitat de població de 61/km².
- Romanesos - un 90%[1]
- Hongaresos - 6%, i altres.

| Any  | Població de la província |
| ---- | ------------------------ |
| 1948 | 361.062                  |
| 1956 | 370.800                  |
| 1966 | 382.786                  |
| 1977 | 409.634                  |
| 1992 | 413.919                  |
| 2002 | 382.747                  |

## Geografia
La província té una superfície de 6.242 km², i les muntanyes ocupen el 59% d'aquest territori.

## Personatges originaris d'aquesta província
- Lucian Blaga

## Divisió administrativa
La província té 4 municipalitats, 7 ciutats i 65 comunes. Entre parèntesis hi ha els noms en hongarès i en altres llengües.

### Municipalitats
- Alba Iulia
- Aiud
- Blaj
- Sebeș

### Ciutats
- Abrud
- Baia de Arieș
- Câmpeni
- Cugir
- Ocna Mureș
- Teiuș
- Zlatna

### Viles
- Albac (Fehérvölgy)
- Almaşu Mare (Nagyalmás)
- Arieşeni (Lepus)
- Avram Iancu (Felsővidra)
- Berghin (Berve)
- Bistra (Bisztra)
- Blandiana (Maroskarna)
- Bucium (Bucsony)
- Câlnic (Kelnek)
- Cenade (Szászcsanád)
- Cergău (Magyarcserged)
- Ceru-Băcăinţi (Bokajfelfalu)
- Cetatea de Baltă (Küküllővár)
- Ciugud (Maroscsüged)
- Ciuruleasa (Csurulyásza)
- Crăciunelu de Jos (Alsókarácsonfalva)
- Cricău (Boroskrakkó)
- Daia Româna (Oláhdálya)
- Doştat (Hosszútelke)
- Fărău (Magyarforró)
- Galda de Jos (Alsógáld)
- Gârbova (Szászorbó)
- Gârda de Sus (Felsőgirda)
- Gura Ariesului (Vajdaszeg)
- Hopârta (Háporton)
- Horea (Arada)
- Ighiu (Magyarigen)
- Întregalde (Havasgáld)
- Jidvei (Zsidve)
- Livezile (Úrháza)
- Lopadea Nouă (Magyarlapád)
- Lunca Mureşului (Székelykocsárd)
- Lupşa (Nagylupsa)
- Meteş (Metesd)
- Mihalţ (Mihálcfalva)
- Mirăslău (Miriszló)
- Mogoş (Mogos)
- Noşlac (Marosnagylak)
- Ocoliş (Alsóaklos)
- Ohaba (Székásszabadja)
- Pianu (Felsőpián)
- Poiana Vadului (Feketevölgy)
- Ponor (Nagyponor)
- Poşaga (Podsága)
- Rădeşti (Tompaháza)
- Râmeţ (Remete)
- Rimetea (Torockó)
- Roşia de Secaş (Székásveresegyháza)
- Roșia Montană (Verespatak)
- Sălciua (Szolcsva)
- Săliştea (Alsócsóra)
- Sâncel (Szancsal)
- Sântimbru (Marosszentimre)
- Săsciori (Szászcsór)
- Scărişoara (Aranyosfő)
- Şibot (Alkenyér)
- Sohodol (Aranyosszohodol)
- Şona (Szépmező)
- Şpring (Spring)
- Stremţ (Diód)
- Şugag (Sugág)
- Unirea (Felvinc)
- Vadu Moţilor (Aranyosvágás)
- Valea Lungă (Hosszúaszó)
- Vidra (Vidra)
- Vinţu de Jos (Alvinc; alemany: Alwitz, Alwintz)

A la part nord-oest hi ha les muntanyes Apuseni, a la part sud del nord-est hi ha les muntanyes Parâng amb les Şureanu i les Cândrel. A l'est hi ha l'altiplà de Transsilvània amb valls profundes. Aquestes tres unitats estan separades per la vall del Mureș.
Els rius principals són el Mureș i els seus tributaris, el Târnava, el Sebeş i l'Arieș.

## Economia
Les indústries predominants a la província són
- Alimentació.
- Tèxtil.
- Llanera.
- Components mecànics.
- Paper i indústries similars.
- Químiques.

Els principals recursos minaires són l'or, la plata i el coure, la sal i els materials de construcció (marbre i granit).

## Atraccions turístiques
Les principals atraccions turístiques de la província són
- La ciutat d'Alba Iulia.
- Les Muntanyes Apuseni.
  - El complex càrstic de Scărişoara.
  - La fira de la donzella a la Muntanya Găina.
  - "El turó amb ungles" a Vidra.
- Els castells de Câlnic i Gârbova.
- Les viles i les esglésies de Sebeș i Aiud.